# José Regueira García
José Regueira García (Madrid, 11 de octubre de 1880—Madrid, 2 de octubre de 1953) fue un empresario y fotógrafo español, miembro de la Sociedad Española de Excursiones. Su archivo, con más de 7.000 fotografías en diferentes formatos, recoge una visión de la vida española desde 1902 hasta 1935.

## Biografía
Nació en Madrid, hijo del pintor José Regueira Mirayo y de Ángela García Izquierdo. Su viaje a París para estudiar Bellas Artes se truncó por la muerte de su padre, quedando él a cargo del próspero negocio familiar de pintura y revoco.
En 1910, se casó con la alavesa María Rodríguez Hernani, con la que tuvo seis hijos. Continuando el negocio familiar, en 1911 creó con un socio la empresa “José Regueira y Compañía”, dedicada a la pintura y revoco de casas y a todas las operaciones relacionadas con este oficio, y colaborando con arquitectos como Pedro Muguruza. 
En los la década de 1920 colaboró con la Sociedad Española de Excursiones. Hacia ese periodo, adquirió una cámara «Kodak Panoram 4». Además de paisajes, pueblos y ciudades, también retrató acontecimientos sociales como la boda real de Alfonso XIII y el atentado consiguiente, o temas costumbristas como las tardes del Buen Retiro, partidos de fútbol, verbenas, desfiles militares, exposiciones, etc., reuniendo más de siete mil fotografías que contiene su obra, actualmente depositada en la Filmoteca de Castilla y León, de las cuales tres mil son de temática taurina. De ese legado pueden destacarse 220 fotografías en formato panorámico.
En 1935 realiza sus últimas placas estereoscópicas, durante un viaje por Andalucía y una visita a Toledo. Al estallar la guerra civil española permaneció en Madrid; uno de sus hijos aparece en las listas de los fusilados en Paracuellos de Jarama. Tras la contienda no desarrolló actividad profesional. Murió en Madrid, el 2 de octubre de 1953.
En 2012 se reunió parte de su legado en la exposición "José Regueira. Panorámicas, 1919-1930", que se presentó en distintas instituciones españolas.